# Баденох

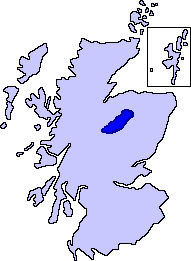
Примерные границы исторической области Баденох

Ба́денох (гэльск. A' Bhaideanach; англ. Badenoch) — историческая область на севере Шотландии, в горах Шотландского нагорья. В настоящее время территория Баденоха входит в состав области Хайленд.
Территория Баденоха крайне слабо заселена, населенные пункты концентрируются вдоль реки Спей. Центр Баденоха — небольшой город Кингусси, близ которого находится замок Рутвен, резиденция лордов Баденоха. Вся область, за исключением долины реки Спей, представляет собой горную территорию с наивысшими высотами доходящими до 3000 футов (914,4 м.). Почти вся поверхность покрыта девственным лесом, здесь также множество озер.

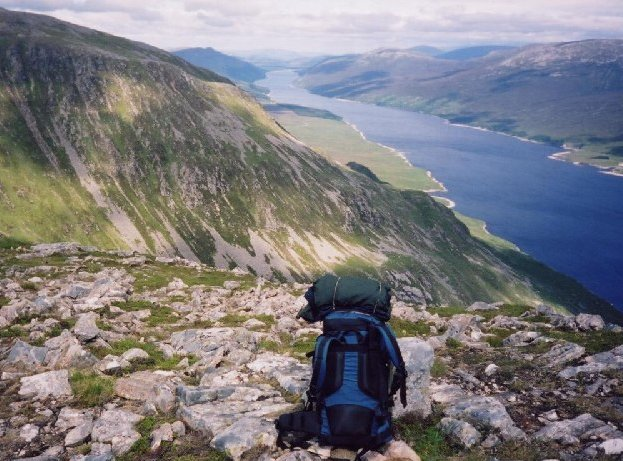
Озеро Лох-Эрихт в Баденохе

Первоначально эта область населялась пиктскими племенами. С 1229 по 1313 г. территория Баденоха принадлежала Коминам, одному из самых влиятельных семейств средневековой Шотландии. Конфликт Коминов с Брюсами во время войн за независимость привел к конфискации их владений в пользу королевской казны. В 1371 г. король Роберт II передал Баденох одному из своих сыновей, Александру Стюарту, получившему позднее за свои агрессивные действия против соседей прозвище «Баденохский волк». В 1452 г. территория Баденоха перешла к графам Хантли, крупнейшим баронам северной Шотландии. Обособленность географического положения Баденоха способствовало тому, что даже сейчас в этой области сохранился гэльский язык.
Исторически на территории Баденоха располагался шотландский клан Хаттан.